# チェイスH.Q.
『チェイスH.Q.』（Chase H.Q.）は、1988年11月にタイトーから稼働されたアーケード用レースゲーム。

## 概要
従前のカーレースゲームでは触ると即死するエネミーカーを避けながら走破するものが多かった中、本作は同社『フルスロットル』のゲームシステムを受け継ぎつつ『街道を逃走する特定の車両を追い詰め、体当りして停車させる』という新たな要素を導入したドライブゲームとなっている。
また本職と思われる演技達者な声優達による、多数のセリフ音声が挿入されているのも特徴。ステージ開始時の指令音声や、プレイヤーの操作や運転ミスに随時ツッコミを入れてくる相棒刑事の軽妙かつコミカルなセリフがゲームを盛り上げるのに一役買っている。

## 開発経緯
1986年、『フルスロットル』の開発と平行し、タイトーアメリカより対戦型ドライブゲーム制作のオーダーがあった。当初2Dあるいは3D、またはその混合による二人対戦用ゲームとして実現を目指したものの、明けて1987年、『CHASE』というタイトルの一人プレイ専用3Dビューレースゲームに落ち着く。
プレイヤー車選定に当たっては企画進行中に稼働開始したセガ『アウトラン』との競合を避けポルシェ928風デザインを採用。またコナミ『メタルギア』に登場する無線交信シーンに影響を受けた結果、ステージ開始前の無線指令シーンが追加された。この他、アトラクトデモ内で表示されるコースマップなどにも『アウトラン』のコースマップを参考にしている事が企画書内に記載されている。
開発はタイトー大阪研究所が担当。ゲームデザインは同社『フルスロットル』『オペレーションサンダーボルト』を手掛けた酒匂弘幸が担当した。
BGM作曲は、同社ギター演奏ロボット『弦遊』の開発に参加した縁から、ゴダイゴのギタリストである浅野孝已が担当した。浅野は次作『S.C.I.』他同社の数タイトルの開発にも参加した。
酒匂によると、ゲームの雰囲気は自身がファンである『マイアミ・バイス』をモチーフにしたという。主人公が白人と黒人刑事のコンビ、アメリカを思わせる市街地や郊外の風景、自車がスーパーカーである点などに片鱗が見られる。

## ゲーム内容
- プレイヤーは特捜班の警察官となって覆面パトカーを操縦し、車で逃走した犯罪者を追跡、逮捕するのが目的。全5ステージ。各ステージ開始時に司令室のナンシーより緊急連絡が発信され、追跡対象の犯人の概要と、逃走に用いたターゲット車の特徴が伝達される。
- 筐体に備えられたステアリングハンドル、アクセルとブレーキペダル、シフトレバーでパトカーを操作する。シフトはLOとHIの二段階。
- シフトレバーのグリップ部についているボタンを押下すると一定時間ニトロが稼働、爆発的な加速力を得られる。ニトロは各ステージ一定回数[5]使用する事ができ、使い切っても次のステージやコンティニュー後に使用回数が復活する。
- ゲームを開始したらまず、制限時間内にターゲット車に追いつかなければならない。画面右端に配置されたレーダーで、自車とターゲット車の位置関係が把握できる。またターゲット車までの距離が画面右上の『DISTANCE』に表示され、接近するほど数値が減り、引き離されると増加する。DISTANCEの最大値は1024で、これ以上は引き離されない。
- 公道を走行する一般車両は一台追い越すと200点加算、更に追い越すごとに素点が200点ずつ上昇していく[6]が、激突すると減速されられ数秒間操作不能になる上、素点が元の200点に戻る。また道路外の障害物に接触するとスピンして一時的に減速したり、最悪は停車させられ画面センターへ戻されるまで動けなくなる。
- 各ステージとも途中に分岐があり、矢印で指示された方向へ進行しないとターゲット車に大きく引き離されてしまう。ステージ２・４・５では特捜本部空撮隊のヘリが飛来し、分岐点に到達する前に次に進むべき方向を指示してくれる。
- ターゲット車に接近すると『逃走車　発見』と表示され、制限時間が設定上限値まで回復し、画面左端にゲージが表示される。ここからはターゲット車に体当りを繰り返してダメージを与えていく。ぶつけ方次第では一度に多くのダメージを与えたり、連続して体当たりする事もできる。体当たりが一回成功すると10000点×ステージ数の点数が加算されるが、ステージ内でコンティニューした場合は点数が1/10に低下する。与えたダメージはゲージに蓄積され、ゲージいっぱいまでダメージを与えて走行不能にすると犯人逮捕となり、ステージクリア。
- 制限時間内にターゲット車に追いつけないか発見後に逮捕できないと、その場に急停車させられ、コンティニューするかどうか選択する。10カウント以内にコインを投入しコンティニューすれば、その場からゲームを再開できる。ただこの間にもターゲット車は逃走し続けるため、早く再開しないとどんどん距離を離されてしまう。ターゲット車に与えたダメージはゼロに戻される[7]。
- コンティニューしないままゼロカウントまで経過すると、犯人が検問を突破するシーンと共にゲームオーバーとなる。
- 基本的なシステムは『フルスロットル』のものを流用しているので、同様の（クラッシュ後のステアリングやペダルの再センタリングに関する）バグがある。
- 『ターゲット車を一定時間追い抜くとゲームクリアとなる』という情報が一部にあるが、本ゲームではターゲット車と並走してニトロを使用してもターゲット車が自車と同じ速度まで加速して追い越せないため（DISTANCE値も1より低くならない）、実際に可能なのかは不明である。

## 他機種版
| No. | タイトル                                               | 発売日                      | 対応機種                                                | 開発元         | 発売元             | メディア                                | 型式                      | 備考 | 出典                 |
| --- | ------------------------------------------------------ | --------------------------- | ------------------------------------------------------- | -------------- | ------------------ | --------------------------------------- | ------------------------- | --- | -------------------- |
| 1   | CHASE H.Q.                                             | 1989年                      | Amiga Amstrad CPC Atari ST コモドール64 MSX ZX Spectrum | Teque Software | Ocean Software     | フロッピーディスク                      | -                         | |                      |
| 2   | タイトーチェイスH.Q.                                   | 1989年12月8日               | ファミリーコンピュータ                                  | ディスコ       | タイトー           | 2メガビットロムカセット                 | DTF-H9                    | 指令の音声は、合成音声を使用している。 1ラウンド7ステージ、3周エンド。ミッションやステアリング感度の選択、貯めた点数でアイテムを入手する要素がある。アルカノイドコントローラーが使用可能。 |                      |
| 3   | タイトーチェイスH.Q.                                   | 1990年1月26日 1992年        | PCエンジン                                              | タイトー       | タイトー           | 3メガビットHuCARD                       | TP02006 TGX030096         | 全6ステージ。最終ステージに『暗黒街のボス、ベン・ワウダー』が追加されている。 指令音声は発声する。 |                      |
| 4   | タイトーチェイスH.Q.                                   | 1990年12月 1991年1月11日    | ゲームボーイ                                            | ディスコ       | タイトー           | ロムカセット                            | DMG-HQ-USA DMG-HQJ        | |                      |
| 5   | タイトーチェイスH.Q.                                   | 1991年3月8日 1992年2月      | ゲームギア                                              | タイトー       | タイトー           | 1メガビットロムカセット                 | T-11017 T-11018           | |                      |
| 6   | CHASE H.Q.                                             | 1991年                      | セガ・マスターシステム                                  | タイトー       | セガ               | ロムカセット                            | 7038                      | |                      |
| 7   | タイトーチェイスH.Q.                                   | 1991年8月1日                | FM TOWNS                                                | ビング         | ビング             | CD-ROM                                  | -                         | CD-DAによりアーケード版の曲をそのまま再生。 ステージはアーケード版よりやや短く、分岐路で矢印が表示されない。 TOWNS版オリジナルの裏面が用意されている。 |                      |
| 8   | タイトーチェイスH.Q.                                   | 1992年10月                  | X68000                                                  | ツインソフト   | タケル             | 5"2HDフロッピーディスク2枚組            | -                         | 分岐がなくカーブがほとんどない、ほぼ直線のみのコース。 タイマー30カウント程ですぐ犯人車両に遭遇する上に、曲が変わらない。 他車にぶつかっても弾かれる事がなく、一般車両にぶつかると一瞬で速度ゼロになり静止する。 |                      |
| 9   | スーパーH.Q. CHASE H.Q. II                             | 1992年10月23日 1993年2月    | メガドライブ                                            | I.T.L.         | タイトー           | 4メガビットロムカセット                 | T-11163 T-11106           | 使用できる車はトラック、スポーツカー、4WD車の3種類となり、指令の音声は省略されている。 |                      |
| 10  | スーパーH.Q. クリミナルチェイサー                      | 1993年11月26日 1993年       | スーパーファミコン                                      | タイトー       | タイトー           | ロムカセット                            | SHVC-HF SNS-QT-USA        | コックピット視点。バックミラーにプレイヤーキャラの顔が常時映り、展開によって表情が変わる。 プレイヤーカーがライフ制となり、敵に銃撃されると減少する。 BGMと一部音声はアーケード版スーパーH.Q.からの流用。 全5ステージクリアするとHARDモード（二周目）が始まる。 HARDモードをクリアすると、子供の手術に必要な血液を病院まで届けるステージが始まり、クリアするとエンディングとなる。 |                      |
| 11  | タイトーチェイスH.Q. プラス S.C.I.                     | 1996年8月9日                | セガサターン                                            | タイトー       | タイトー           | CD-ROM                                  | T-1105G                   | S.C.I.とのカップリング移植。 BGMはアーケード版音源を再現しようとしている様だが採譜を間違えている箇所が多い。 |                      |
| 12  | Chase H.Q.: Secret Police タイトーメモリアル CHASE H.Q | 1999年9月13日 2000年5月26日 | ゲームボーイカラー                                      | Dreams I.T.L.  | Metro3D ジョルダン | ロムカセット                            | DMG-AH9E-USA DMG-AH9J-JPN | |                      |
| 13  | チェイスH.Q.                                           | 2004年12月                  | CDMA 1X WIN端末 （EZアプリ (BREW)）                     | タイトー       | タイトー           | ダウンロード （タイトーゲームエキスポ） | -                         | 基本的なゲームシステムは同じだが、 内容はアーケード版とは別物である。 | [ 12 ] [ 13 ] [ 14 ] |
| 14  | CHASE H.Q. 3D                                          | 2005年1月20日               | FOMA900i/901iシリーズ （iアプリ）                       | タイトー       | タイトー           | ダウンロード （タイトーG@meパーク）     | -                         | EZアプリ版と同仕様。 | [ 15 ] [ 16 ] [ 17 ] |
| 15  | CHASE H.Q. 3D                                          | 2005年4月27日               | ボーダフォンライブ! （Vアプリ）                         | タイトー       | タイトー           | ダウンロード                            | -                         | EZアプリ版と同仕様。 | [ 18 ] [ 19 ]        |
| 16  | タイトーチェイスH.Q.                                   | 2006年6月8日                | Windows                                                 | タイトー       | アイレボ           | ダウンロード (i-revo)                   | -                         | PCエンジン版の移植。 | [ 20 ] [ 21 ]        |
| 17  | タイトーチェイスH.Q.                                   | 2006年11月10日              | Windows                                                 | タイトー       | アイレボ           | ダウンロード (i-revo)                   | -                         | ファミリーコンピュータ版の移植。 | [ 22 ]               |
| 18  | タイトーメモリーズII 下巻                              | 2007年3月29日               | PlayStation 2                                           | タイトー       | タイトー           | DVD-ROM                                 | SLPM-66713                | アーケード版の移植。 |                      |
| 19  | タイトーチェイスH.Q.                                   | 2008年7月28日 2008年8月26日 | Wii                                                     | タイトー       | タイトー           | ダウンロード （バーチャルコンソール）   | -                         | PCエンジン版の移植。 | [ 23 ]               |

家庭用移植版では『タイトー チェイスH.Q.（TAITO CHASE H.Q.）』を正式タイトルとしているものが多い。

## スタッフ
GAME DESIGN:Hiroyuki Sakou
GAME PROGRAM:Takeshi Ishizashi/Takeshi Murata/Kyouji Shimamoto
P.C.B DESIGN:Masahiro Yamaguchi
CHARACTER DESIGN:Yoshihiko Wakita/Sachiko Yamana/Izumi Ishikawa/Takeshi Ishizashi
SOUND DESIGN:Yoshio Imamura/Naoto Yagishita/Eikichi Takahashi/Fumiaki Imaoka
MUSIC COMPOSER:Takami Asano
CABINET DESIGN:Nobuyuki Iwasaki
PROPOSER:Yoshiharu Suzuki
SPECIAL THANKS:Junji Yarita/Kazuya Mikata/A.Iwata
※キャラクターボイスを担当した声優の名前は公開されていない。

## 続編
- 本作のシステムを継承した続編としては、1989年の『S.C.I.』、1993年の『スーパーチェイスクリミナルターミネーション』、2006年の『チェイスH.Q.2』[24][25]がある。
- 本作の主人公キャラクター達を操作する2Dアクションゲーム『クライムシティ』が1989年に登場している。
- 本作に登場するキャラクター達をコミカルにアレンジしたビジュアルを採用したクイズゲーム『クイズH.Q.』が1990年に登場している。

## 評価
アーケード版
当時のゲーム雑誌『ゲーメスト』の企画「第3回ゲーメスト大賞」（1989年）で、読者投票により年間ヒットゲームで10位を獲得している。
ファミリーコンピュータ版
ゲーム誌『ファミコン通信』の「クロスレビュー」では合計24（満40点）、『ファミリーコンピュータMagazine』の読者投票による「ゲーム通信簿」での評価は以下の通りとなっており、18.49点（満30点）となっている。
| 項目 | キャラクタ | 音楽 | 操作性 | 熱中度 | お買得度 | オリジナリティ | 総合  |
| 得点 | 2.85       | 3.11 | 3.15   | 3.22   | 2.98     | 3.18           | 18.49 |

PCエンジン版
ゲーム誌『ファミコン通信』の「クロスレビュー」では合計30点（満40点）でシルバー殿堂を獲得、『月刊PCエンジン』では75・85・80・75・75の平均78点（満100点）、『マル勝PCエンジン』では8・7・9・9の合計33点（満40点）、『PC Engine FAN』の読者投票による「ゲーム通信簿」での評価は以下の通りとなっており、21.89点（満30点）となっている。また、この得点はPCエンジン全ソフトの中で173位（485本中、1993年時点）となっている。
| 項目 | キャラクタ | 音楽 | 操作性 | 熱中度 | お買得度 | オリジナリティ | 総合  |
| 得点 | 3.58       | 3.49 | 3.66   | 3.89   | 3.42     | 3.86           | 21.89 |

ゲームボーイ版
ゲーム誌『ファミリーコンピュータMagazine』の読者投票による「ゲーム通信簿」での評価は以下の通りとなっており、20.3点（30点満点）となっている。
| 項目 | キャラクタ | 音楽 | お買得度 | 操作性 | 熱中度 | オリジナリティ | 総合 |
| 得点 | 3.4        | 3.3  | 3.2      | 3.5    | 3.5    | 3.4            | 20.3 |

ゲームギア版
ゲーム誌『ファミコン通信』の「クロスレビュー」では合計23点（満40点）となっている。
メガドライブ版『スーパーH.Q.』
- ゲーム誌『ファミコン通信』の「クロスレビュー」では5・4・5・4の合計18点（満40点）になっている[38]。
- ゲーム誌『メガドライブFAN』の読者投票による「ゲーム通信簿」での評価は以下の通りとなっており、19.36点（満30点）となっている[11]。

| 項目 | キャラクタ | 音楽 | 操作性 | 熱中度 | お買得度 | オリジナリティ | 総合  |
| 得点 | 3.13       | 3.13 | 3.26   | 3.65   | 3.06     | 3.13           | 19.36 |

- ゲーム本『メガドライブ大全』（2004年、太田出版）では、ステージが一新された事やプレイヤーカーが追加された事に触れた上で「それ以外はどこがどうスーパーなのかよくわからない出来」と否定的に評価した[47]。また、アーケード版の特徴であった音声がカットされている事や、走行時の爽快感やクラッシュ時の破壊感が目減りしている事に関して酷評した[47]。